# Hilbert-egyenlőtlenség
A Hilbert-egyenlőtlenség  a következő, valós számokból álló sorokra vonatkozó egyenlőtlenség:
ahol a jobb oldali sorok konvergensek. Ezt David Hilbert 1906-ban, integrálegyenletek vizsgálata közben fedezte fel.